# Süddeutscher Tischtennisverband
Der Süddeutsche Tischtennisverband e.V. war einer von vier Regionalverbänden des Deutschen Tischtennis-Bundes DTTB. Er wurde am 30. Juni 2011 aufgelöst.
In ihm hatten sich die Mitgliedsverbände Badischer TTV, Bayerischer TTV, Südbadischer TTV, Sächsischer TTV und TTV Württemberg-Hohenzollern zusammengeschlossen.
Der Süddeutsche TTV vertrat die gemeinsamen Interessen dieser Mitgliedsverbände, wobei diese ihre Selbständigkeit in Landesangelegenheiten behielten. Zu seinen Aufgaben zählten
- die Durchführung süddeutscher Einzelmeisterschaften und Ranglistenturniere sowie die Aufstellung süddeutscher Ranglisten;
- die Durchführung der Mannschaftswettbewerbe des Süddeutschen TTV (bis hinauf zur Regionalliga als höchste Klasse) und der Aufstiegsspiele hierzu;
- die Aufstellung von Auswahlmannschaften und die Durchführung von Vergleichskämpfen.

Der Sitz des Verbandes befand sich in Stuttgart. Der letzte Präsident war Claus Wagner.

## Geschichte
Der Süddeutsche TTV wurde am 7. Juli 1962 in Saulgau gegründet. Er bestand damals aus den vier Mitgliedsverbänden Badischer TTV, Bayerischer TTV, Südbadischer TTV und TTV Württemberg-Hohenzollern. Nach der Wiedervereinigung kam am 6. Dezember 1990 der Sächsische TTV dazu.
Zu den 14 Gründungsmitgliedern gehörten u. a. Rudi Gruber (Bayerischer TTV), Gerhard Maier (TTV Württemberg-Hohenzollern), Hans Korn (Bayern), Adolf Werhan, Franz Kölble, Ullrich Schuler, Bertram Heissler, Werner Kohlmüller, Franz Kowarik und Manfred Braun sowie die Vereine SV Stuttgart-Möhringen, SB Stuttgart und SV Stuttgarter Kickers.
Der erste Beschluss war die Einführung der Oberliga Süd für Herren zur Saison 1963/64 als gemeinsame oberste Spielklasse. Vorher gab es je eine Oberliga für Bayern, Südbaden und Württemberg. Unterhalb der neuen Herren-Oberliga wurde die zweigeteilte 2. Liga Süd beschlossen. Für die Damen wurde eine zweigeteilte Oberliga festgelegt.
Seit der Saison 2010/11 ging die Verantwortung für den Spielbetrieb der Regional- und Oberligen auf den Deutschen Tischtennis-Bundes DTTB über. Daraufhin beschloss der Verbandstag in Biberach, den Süddeutschen Tischtennisverband aufzulösen. Dieser Beschluss wurde am 30. Juni 2011 in Beilngries bei der Jahrestagung umgesetzt.
Die 1. Vorsitzenden waren
- Georg Apfelbeck, 1962–21. Dezember 1982
- Rudi Gruber, 1983–1992
- Peter Kuhn, 1992–2005 (bis zur Auflösung Ehrenpräsident)
- Karl-Heinz Schuster 2005–2007
- Claus Wagner 2007–2011